# Combrand
Combrand est une commune du centre-ouest de la France située dans le département des Deux-Sèvres en région Nouvelle-Aquitaine. Elle fait partie du Poitou historique et plus précisément du pays du Bocage bressuirais.

## Géographie
Combrand se situe dans le nord-ouest des Deux-Sèvres, proche de la ville de Cerizay (5 km), Mauléon (10 km) et Bressuire (18 km).

### Communes limitrophes
Les communes limitrophes de Combrand sont : Cerizay, Montravers, La Pommeraie-sur-Sèvre, Le Pin, Rorthais (Mauléon) et La Petite Boissière

### Climat
Pour des articles plus généraux, voir Climat de la Nouvelle-Aquitaine et Climat des Deux-Sèvres.
Historiquement, la commune est exposée à un climat océanique du nord-ouest.
En 2020, Météo-France publie une typologie des climats de la France métropolitaine dans laquelle la commune est exposée à un climat océanique et est dans la région climatique « Bretagne orientale et méridionale, Pays nantais, Vendée » et « Moyenne vallée de la Loire »0.
Pour la période 1971-2000, la température annuelle moyenne est de 11,3 °C, avec une amplitude thermique annuelle de 14,4 °C. Le cumul annuel moyen de précipitations est de 906 mm, avec 12,6 jours de précipitations en janvier et 7,1 jours en juillet. Pour la période 1991-2020, la température moyenne annuelle observée sur la station météorologique la plus proche, située sur la commune de Nueil-les-Aubiers à 11 km à vol d'oiseau, est de 12,0 °C et le cumul annuel moyen de précipitations est de 812,2 mm,. Pour l'avenir, les paramètres climatiques de la commune estimés pour 2050 selon différents scénarios d’émission de gaz à effet de serre sont consultables sur un site dédié publié par Météo-France en novembre 2022.

## Urbanisme

### Typologie
Au 1er janvier 2024, Combrand est catégorisée commune rurale à habitat dispersé, selon la nouvelle grille communale de densité à sept niveaux définie par l'Insee en 2022.
Elle est située hors unité urbaine. Par ailleurs la commune fait partie de l'aire d'attraction de Bressuire, dont elle est une commune de la couronne,. Cette aire, qui regroupe 19 communes, est catégorisée dans les aires de moins de 50 000 habitants,.

### Occupation des sols
L'occupation des sols de la commune, telle qu'elle ressort de la base de données européenne d’occupation biophysique des sols Corine Land Cover (CLC), est marquée par l'importance des territoires agricoles (95,9 % en 2018), une proportion sensiblement équivalente à celle de 1990 (96,7 %). La répartition détaillée en 2018 est la suivante :
terres arables (38,8 %), zones agricoles hétérogènes (30,6 %), prairies (26,5 %), zones urbanisées (2,8 %), forêts (1,3 %). L'évolution de l’occupation des sols de la commune et de ses infrastructures peut être observée sur les différentes représentations cartographiques du territoire : la carte de Cassini (XVIIIe siècle), la carte d'état-major (1820-1866) et les cartes ou photos aériennes de l'IGN pour la période actuelle (1950 à aujourd'hui).

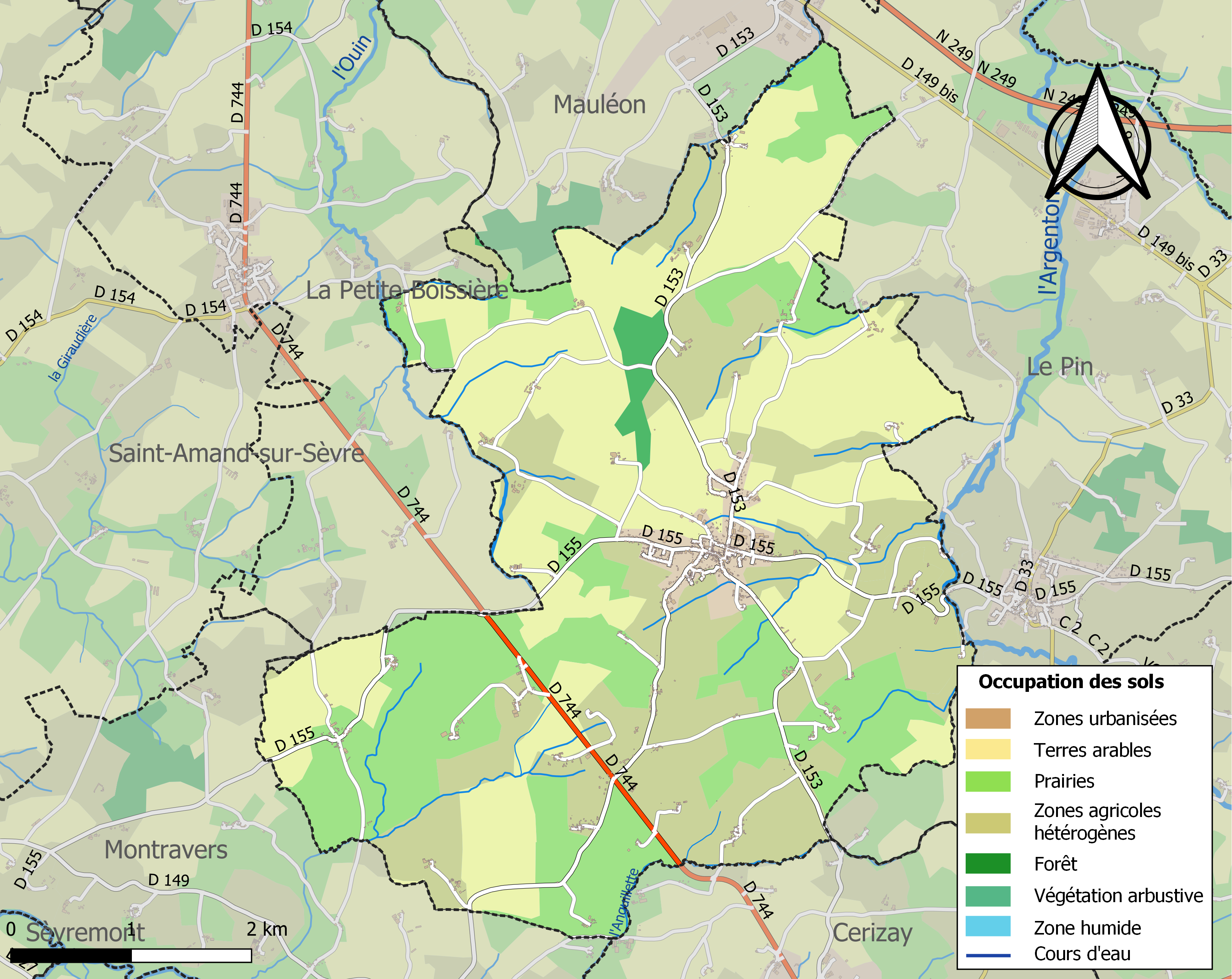
Carte des infrastructures et de l'occupation des sols de la commune en 2018 (CLC).

### Risques majeurs
Le territoire de la commune de Combrand est vulnérable à différents aléas naturels : météorologiques (tempête, orage, neige, grand froid, canicule ou sécheresse), inondations, mouvements de terrains et séisme (sismicité modérée). Il est également exposé à un risque technologique, le transport de matières dangereuses, et à un risque particulier : le risque de radon. Un site publié par le BRGM permet d'évaluer simplement et rapidement les risques d'un bien localisé soit par son adresse soit par le numéro de sa parcelle.

#### Risques naturels
Certaines parties du territoire communal sont susceptibles d’être affectées par le risque d’inondation par débordement de cours d'eau, notamment l'Argenton et l'Ouin. La commune a été reconnue en état de catastrophe naturelle au titre des dommages causés par les inondations et coulées de boue survenues en 1982, 1983, 1995, 1999 et 2010,.

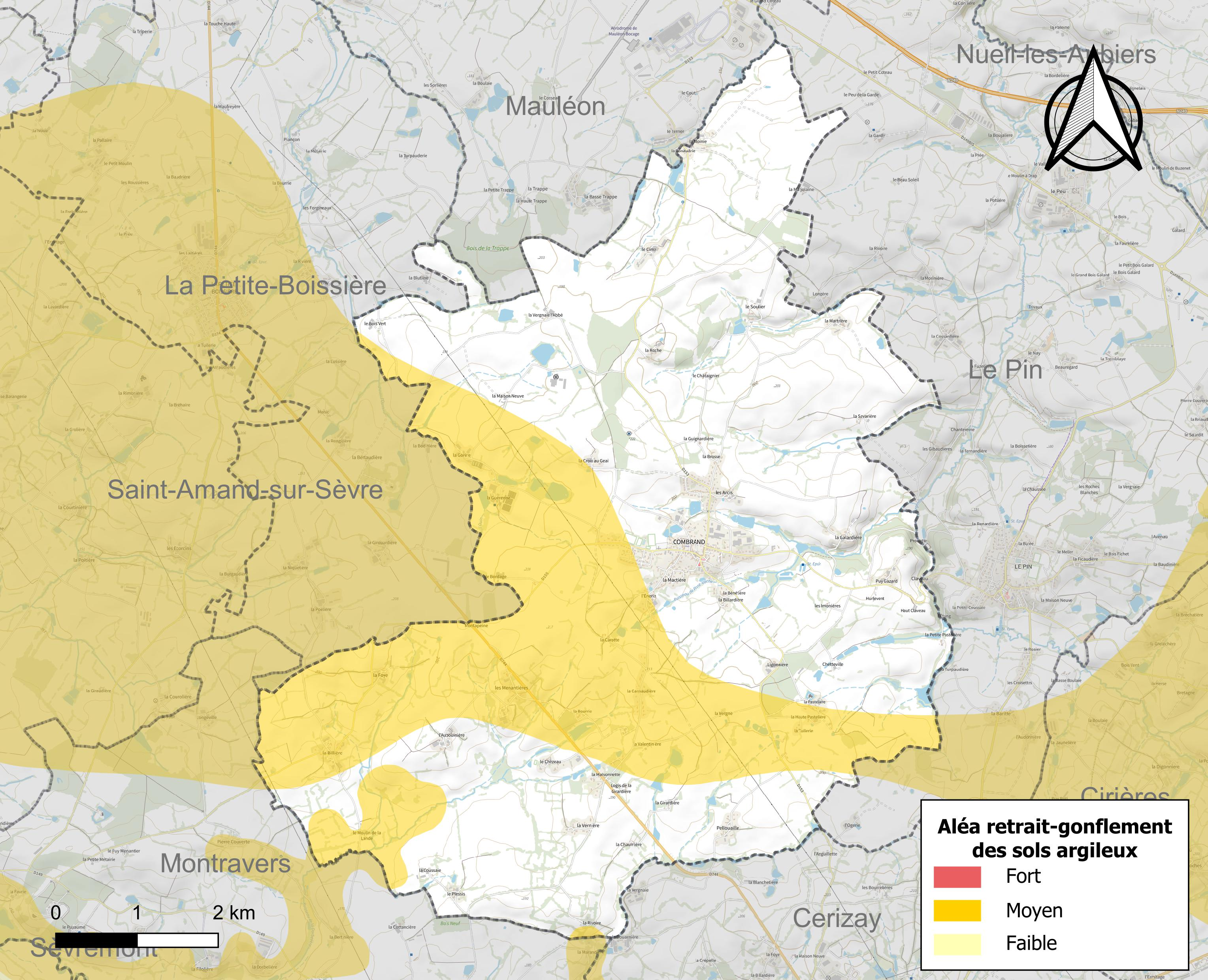
Carte des zones d'aléa retrait-gonflement des sols argileux de Combrand.

Les mouvements de terrains susceptibles de se produire sur la commune sont des tassements différentiels. Le retrait-gonflement des sols argileux est susceptible d'engendrer des dommages importants aux bâtiments en cas d’alternance de périodes de sécheresse et de pluie. 31,5 % de la superficie communale est en aléa moyen ou fort (54,9 % au niveau départemental et 48,5 % au niveau national). Depuis le 1er octobre 2020, en application de la loi ELAN, différentes contraintes s'imposent aux vendeurs, maîtres d'ouvrages ou constructeurs de biens situés dans une zone classée en aléa moyen ou fort,.
La commune a été reconnue en état de catastrophe naturelle au titre des dommages causés par des mouvements de terrain en 1999 et 2010.

#### Risque particulier
Dans plusieurs parties du territoire national, le radon, accumulé dans certains logements ou autres locaux, peut constituer une source significative d’exposition de la population aux rayonnements ionisants. Selon la classification de 2018, la commune de Combrand est classée en zone 3, à savoir zone à potentiel radon significatif.

## Histoire
Les premières traces humaines connues sur le territoire de Combrand remontent au Paléolithique et au Néolithique. Des outils de chasse et de la vie courante de cette époque ont été retrouvés en bon état notamment au village du Puy Gazard.
Le nom même de Combrand apparaît dans une série de chartes du XIIe siècle sous sa forme latine. C'est d'ailleurs à cette époque qu'est bâtie la première église dont il reste certains vestiges. Elle est placée sous le vocable de saint Jean-Baptiste.
Le Moyen Age a laissé d'autres traces comme le château de la Pâtellière datant essentiellement du XVe siècle.
En 1794, lors de la première guerre de Vendée, le général Marigny, un des chefs vendéens, fut fusillé par les siens au logis de la Girardière de Combrand. Il repose aujourd'hui au cimetière communal.
Au XIXe siècle, l'artiste peintre et député des Deux-Sèvres, Charles Le Roux, possédait une propriété à Combrand : le château du Soulier.
Au XXe siècle, la paroisse de Combrand fut celle qui fournit le plus de vocations au sein du diocèse de Poitiers. Le 11 septembre 1995, suite au décès du dernier curé, Jean Noirault, le 20 février, c'est à Combrand qu'est créée par l'évêque Mgr Albert Rouet, en remplacement de la paroisse ainsi que de celle de Montravers, la première "communauté locale" du diocèse de Poitiers, et par là même de France.

## Politique et administration
| Période             | Période      | Identité          | Étiquette | Qualité                      |
| ------------------- | ------------ | ----------------- | --------- | ---------------------------- |
|                     | An XIII      | Jacques Portet    |           |                              |
| vendémiaire An XIII | 1821         | Pierre Billy      |           | Cultivateur                  |
| 1821                | 1828         | Barbier           |           |                              |
| mai 1828            | 1839         | René Sorin        |           |                              |
| octobre 1839        | 1862         | Louis Proust      |           |                              |
| 1862                | 1866         | François Cousin   |           |                              |
| 1866                | 1868         | Louis Durand      |           |                              |
| 1868                | juin 1879    | Firmin Tricot     |           |                              |
| juin 1879           | juillet 1879 | Louis Durand      |           |                              |
| juillet 1879        | 1881         | Louis Pallard     |           |                              |
| 1881                | 1884         | Paul Bréchard     |           | Propriétaire "La Girardière" |
| 1884                | 1896         | Louis Pallard     |           |                              |
| 1896                | 1906         | Henri Charrier    |           |                              |
| 1907                | 1908         | Louis Jeanneau    |           |                              |
| 1908                |              | Louis Tremblais   |           |                              |
|                     |              |                   |           |                              |
| 1959                | 1982         | Léon Marchand     |           |                              |
| 1982                | 1989         | Joseph Charrier   |           | Chef d'entreprise            |
| 1989                | 2008         | Gérard Gaborit    |           | Agriculteur retraité         |
| 2008                | en cours     | Anne-Marie Reveau |           | Enseignante retraitée        |

## Population et société

### Démographie
À partir du XXIe siècle, les recensements réels des communes de moins de 10 000 habitants ont lieu tous les cinq ans. Pour Combrand, cela correspond à 2007, 2012, 2017, etc. Les autres dates de « recensements » (2006, 2009, etc.) sont des estimations légales. Au dernier recensement (2023) le nombre d'habitants s'élevait à 1 222, le plus haut niveau depuis 1921.
| 1793 | 1800 | 1806 | 1821 | 1831 | 1836 | 1841 | 1846 | 1851 |
| ---- | ---- | ---- | ---- | ---- | ---- | ---- | ---- | ---- |
| 605  | 380  | 595  | 723  | 770  | 754  | 793  | 867  | 878  |

| 1856 | 1861 | 1866  | 1872  | 1876  | 1881  | 1886  | 1891  | 1896  |
| ---- | ---- | ----- | ----- | ----- | ----- | ----- | ----- | ----- |
| 967  | 983  | 1 058 | 1 084 | 1 178 | 1 260 | 1 269 | 1 305 | 1 324 |

| 1901  | 1906  | 1911  | 1921  | 1926  | 1931  | 1936  | 1946  | 1954  |
| ----- | ----- | ----- | ----- | ----- | ----- | ----- | ----- | ----- |
| 1 303 | 1 326 | 1 315 | 1 136 | 1 069 | 1 075 | 1 029 | 1 081 | 1 020 |

| 1962  | 1968  | 1975  | 1982  | 1990  | 1999  | 2006  | 2007  | 2012  |
| ----- | ----- | ----- | ----- | ----- | ----- | ----- | ----- | ----- |
| 1 016 | 1 043 | 1 014 | 1 039 | 1 079 | 1 122 | 1 133 | 1 135 | 1 164 |

| 2017  | 2022  | - | - | - | - | - | - | - |
| ----- | ----- | - | - | - | - | - | - | - |
| 1 161 | 1 194 | - | - | - | - | - | - | - |

## Économie
L'économie combranaise est très dynamique. En effet, plus de 250 emplois existent dans l'industrie à Combrand, tournées notamment autour du travail du bois. La commune dispose de plus d'une unité de méthanisation avec injection du biométhane pour digérer les déchets des élevages des alentours, opérationnelle en 2018, financée notamment par Cap Vert Énergie et Terra Énergie.
On y compte aussi différents commerces, qui permettent de mettre de la vie dans la commune. Comme une boucherie, un boulanger ou encore un bar restaurant. Le commerce à l'échelle locale est aussi de parti, on y trouve Légumes & Co, producteurs de légumes bio avec une vente directe, qui regroupe aussi différents autres producteurs bio (laitier, fromager, etc).

## Lieux et monuments
- Chapelle de l'Immaculée Conception des Arcis, construite en 1866[22].
- Chapelle Saint-François de la Vernière, construite le 1894[22].
- Grotte de Lourdes de la Galardière, construite dans une ancienne carrière et bénie en 1954[22].
- Église Saint-Jean de Combrand. Elle possède encore plusieurs éléments datant du XIe siècle. Trois chapelles furent construites en 1525 et le transept fut l'objet d'une reconstruction en 1580. Surtout, d'importants travaux furent entrepris au XIXe siècle, qui conduisirent, entre autres, à la surélévation du clocher et à la reconstruction du chevet[22].
- Château de la Pastellière (fin (XVe siècle - début (XVe siècle), construit par la famille de La Pastellière qui le possède encore en 1641[28], il fut acheté vers 1706, par Charles Durant[28] (fils de Philippe Durant, seigneur de La Touche et de Jeanne Merlet)[29], marchand de droguet (tissu)[30], qui avait acheté en 1703 pour 4 000 livres l'office de maire perpétuel de Bressuire[31]. La famille Durant ajouta alors le nom de la seigneurie au sien. Acheté en 1889 par la famille Savary de Beauregard, le domaine est morcelé en 1953 et, après sa vente sur saisie en 2003, il a fait l'objet d'une restauration[28].
- Château de La Girardière où a été fusillé Marigny. Enterré au cimetière où il a son cénotaphe.
- Cité de l'étang.

## Personnalités liées à la commune
- Charles Durant, seigneur de La Pastellière (1654-1736), premier maire de Bressuire et son fils Charles Durant de la Pastellière, second maire de Bressuire, enterrés dans l'église de Combrand.
- Gaspard de Bernard de Marigny (1754-1794), général vendéen fusillé au logis de la Girardière.
- Charles Le Roux (1814-1895), était député et artiste peintre. Il a animé une activité artistique dans les environs de Nantes en invitant régulièrement ses amis Théodore Rousseau, Camille Corot, Gustave Doré, Louis Cabat, etc. dans ses propriétés du Soullier à Combrand.
- Henry Savary de Beauregard (1862-1913), député, y est décédé.